# Cyanomitra verticalis
Cyanomitra verticalis là một loài chim trong họ Nectariniidae.